# Сеча Река
Сеча Река је насеље у Србији у општини Косјерић у Златиборском округу. Према попису из 2022. било је 554 становника.

## Демографија
У насељу Сеча Река живи 719 пунолетних становника, а просечна старост становништва износи 46,4 година (44,2 код мушкараца и 48,4 код жена). У насељу има 291 домаћинство, а просечан број чланова по домаћинству је 2,93.
Ово насеље је великим делом насељено Србима (према попису из 2002. године).
|  |

| Демографија | Демографија | Демографија |
| Година      | Становника  | Становника  |
| ----------- | ----------- | ----------- |
| 1948.       | 1.484       |             |
| 1953.       | 1.596       |             |
| 1961.       | 1.518       |             |
| 1971.       | 1.301       |             |
| 1981.       | 1.217       |             |
| 1991.       | 1.086       | 1.039       |
| 2002.       | 853         | 895         |

| Етнички састав према попису из 2002.‍ | Етнички састав према попису из 2002.‍ | Етнички састав према попису из 2002.‍ | Етнички састав према попису из 2002.‍ | Етнички састав према попису из 2002.‍ |
| ------------------------------------ | ------------------------------------ | ------------------------------------ | ------------------------------------ | ------------------------------------ |
|                                      |                                      |                                      |                                      |                                      |
| Срби                                 | Срби                                 |                                      | 844                                  | 98,94%                               |
| Црногорци                            | Црногорци                            |                                      | 4                                    | 0,46%                                |
| Хрвати                               | Хрвати                               |                                      | 1                                    | 0,11%                                |
| непознато                            | непознато                            |                                      | 4                                    | 0,46%                                |

| Година пописа     | 1948. | 1953. | 1961. | 1971. | 1981. | 1991. | 2002. |
| ----------------- | ----- | ----- | ----- | ----- | ----- | ----- | ----- |
| Број домаћинстава | 285   | 308   | 349   | 332   | 328   | 334   | 291   |

| Број чланова      | 1  | 2  | 3  | 4  | 5  | 6  | 7  | 8 | 9 | 10 и више | Просек |
| ----------------- | -- | -- | -- | -- | -- | -- | -- | - | - | --------- | ------ |
| Број домаћинстава | 78 | 74 | 34 | 43 | 31 | 20 | 10 | 1 | 0 | 0         | 2,93   |

| Пол    | Укупно | Неожењен/Неудата | Ожењен/Удата | Удовац/Удовица | Разведен/Разведена | Непознато |
| ------ | ------ | ---------------- | ------------ | -------------- | ------------------ | --------- |
| Мушки  | 349    | 91               | 230          | 21             | 7                  | 0         |
| Женски | 396    | 59               | 225          | 107            | 4                  | 1         |
| УКУПНО | 745    | 150              | 455          | 128            | 11                 | 1         |

| Пол    | Укупно                    | Пољопривреда, лов и шумарство | Рибарство                            | Вађење руде и камена | Прерађивачка индустрија       |
| ------ | ------------------------- | ----------------------------- | ------------------------------------ | -------------------- | ----------------------------- |
| Мушки  | 206                       | 94                            | 0                                    | 0                    | 76                            |
| Женски | 103                       | 67                            | 0                                    | 0                    | 16                            |
| УКУПНО | 309                       | 161                           | 0                                    | 0                    | 92                            |
| Пол    | Производња и снабдевање   | Грађевинарство                | Трговина                             | Хотели и ресторани   | Саобраћај, складиштење и везе |
| Мушки  | 3                         | 3                             | 4                                    | 3                    | 10                            |
| Женски | 0                         | 0                             | 7                                    | 5                    | 0                             |
| УКУПНО | 3                         | 3                             | 11                                   | 8                    | 10                            |
| Пол    | Финансијско посредовање   | Некретнине                    | Државна управа и одбрана             | Образовање           | Здравствени и социјални рад   |
| Мушки  | 0                         | 0                             | 4                                    | 5                    | 0                             |
| Женски | 0                         | 0                             | 1                                    | 4                    | 1                             |
| УКУПНО | 0                         | 0                             | 5                                    | 9                    | 1                             |
| Пол    | Остале услужне активности | Приватна домаћинства          | Екстериторијалне организације и тела | Непознато            | Непознато                     |
| Мушки  | 3                         | 0                             | 0                                    | 1                    | 1                             |
| Женски | 0                         | 0                             | 0                                    | 2                    | 2                             |
| УКУПНО | 3                         | 0                             | 0                                    | 3                    | 3                             |

## Знаменитости
У средишту села Сеча Река налази се црква-брвнара са почетка 19. века, која је данас споменик културе. Око цркве налазе се крајпуташи.
Учитељ Миладин Зарић, најпознатији по томе што је током операције ослобађања Београда у Другом светском рату, у зору 20. октобра 1944, пресекавши жице детонатора, спасао од рушења минирани Стари савски мост у Београду, рођен је Сечој Реци.
Овде се налазе Црква Светог Георгија у Сечој Реци и Сечоречки мајдан камена.